# Trasmettitore televisivo

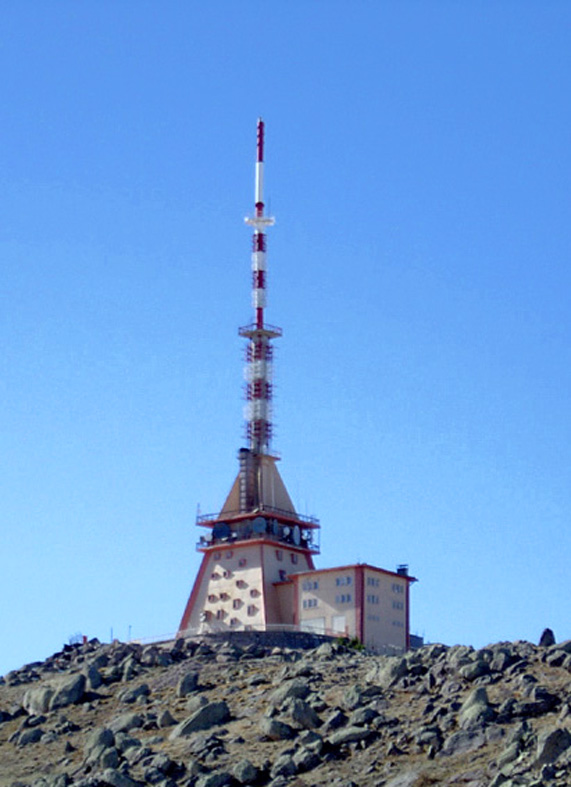
Un tipico trasmettitore televisivo e antenna a Karadağ, Karaman, Turchia

Un trasmettitore televisivo è un sistema elettronico che viene utilizzato per la diffusione in aria della televisione terrestre tramite la generazione di onde radio che trasportano come informazione un segnale video con immagini in movimento, insieme a un segnale audio sincronizzato, che vengono ricevuti e riprodotti su schermo dai televisori degli utenti finali. Le frequenze e i livelli di potenza di trasmissione sono stabiliti dalle normative internazionali e nazionali nelle bande VHF e UHF. Poiché le onde radio a queste frequenze si propagano in linea retta, la loro ricezione è limitata dalla distanza dell'orizzonte rispetto alla trasmittente, circa 60-100 chilometri a seconda dell'altezza rispetto a terra della stazione trasmittente e questo rende necessario l'impiego di ripetitori per propagare il segnale su distanze maggiori.
I trasmettitori televisivi utilizzano due diverse tecnologie: "analogica", nella quale le immagini e i suoni sono trasmessi da un segnale analogico, modulato su un'onda portante, e "digitale" (DTV), in cui immagini e suoni sono trasmessi da segnali digitali. La prima tecnologia televisiva, televisione analogica, a partire dal 2006 è stata gradualmente sostituita in molti paesi da quella digitale in un processo di transizione e successivo switch-off. La DTV rende più efficace l'utilizzo della larghezza limitata della banda radio, dato che consente di trasmettere su una singola frequenza più canali DTV contemporaneamente (multiplex) al posto di un solo canale analogico.

## Tipi di trasmettitori
Esistono molti tipi di trasmettitori, differenziati a seconda delle caratteristiche supportate:
- Standard televisivo terrestre
- Potenza di uscita
- Protezione (ridondanza) dei componenti, tipicamente il modulatore, il multiplexer e l'amplificatore di potenza
- Presenza dei componenti per la trasmissione audio stereofonica (o dual sound), per sistemi TV analogici
- Combinatore di potenza audio e video, per sistemi TV analogici
- Elementi di circuito attivo nello stadio finale di amplificazione

## Standard di sistema
Gli standard utilizzati per la trasmissione sono definiti da un piano internazionale dell'ITU (International Telecommunication Union) noto come Piano di Stoccolma (1961) definisce gli standard usati nel broadcasting. In questo piano, i parametri più importanti per i trasmettitori sono la frequenza radio, la separazione in frequenza tra le portanti audio e video e l'ampiezza di banda.

## Stadio di ingresso
L'ingresso audio (AF), o gli ingressi nel caso di trasmissione stereofonica, è normalmente un segnale con banda ampia al massimo 15 kHz e livello massimo di 0 dBm. La costante di tempo della preenfasi è pari a 50 μs. Il segnale, dopo aver attraversato un buffer, pilota un modulatore di frequenza (FM) con portante a frequenza intermedia (IF). La deviazione di frequenza massima è tipicamente di 50 kHz (su un ingresso a 1 kHz a 0 dBm).
L'ingresso video (VF) è di tipo composito (segnale video con impulsi e sincronismo dei fotogrammi) di ampiezza massima pari a 1 volt su impedenza a 75 Ω. Il limite di 1 V è per il segnale di luminanza; alcuni operatori accettano anche la sovrapposizione di segnali di crominanza poco al di sopra di 1 V.  Il segnale video, dopo esser passato attraverso alcuni stadi di buffer e circuiti di limitazione a 1 V, pilota un modulatore di ampiezza (AM) a frequenza intermedia, diversa da quella usata per il segnale audio, e realizzato in modo che 1V di segnale video corrisponda al livello basso e 0V a quello alto. La modulazione di ampiezza produce nello spettro del segnale modulato due bande laterali simmetriche, per cui l'ampiezza di banda risultante è il doppio di quella del video. In cascata al modulatore è presente un filtro a banda vestigiale (VSB, vestigial side-band) che riduce la larghezza di banda, sopprimendo parte della banda laterale senza perdita d'informazione, dato che l'informazione trasmessa è ridondata nelle due bande laterali. Questo filtro introduce un ritardo di fase compensato da circuiti di equalizzazione.

## Stadio di uscita
Il segnale modulato entra in un mixer che opera da convertitore di frequenza, miscelando il segnale con una sottoportante generata da un oscillatore al quarzo controllato in temperatura e generando in uscita un segnale somma e un segnale differenza. Il segnale somma viene filtrato ed eliminato e il segnale differenza alimenta gli stadi di amplificazione a radio frequenza (RF). Il numero di stadi di amplificazione dipenda dalla potenza d'uscita desiderata. Lo stadio finale è realizzato con transistor di potenza in parallelo al posto dei tetrodi o klystron usati nei vecchi trasmettitori.
I moderni trasmettitori VHF e UHF a stato solido impiegano transistor di potenza LDMOS a 50V che presentano maggior efficienza e densità di potenza. Per migliorare l'efficienza energetica si ricorre anche a tecniche di inseguimento dell'inviluppo (envelope tracking) modulando l'alimentazione dell'amplificatore RF.
Il segnale finale viene poi convogliato verso l'antenna per la diffusione in aria libera.

## Combinazione dei segnali audio e video
I segnali audio e video possono essere combinati in due modi:
- Metodo split-sound, usato essenzialmente nei trasmettitori di tipo analogico. In questa modalità si usano due trasmettitori separati, uno per l'audio e l'altro per il video, ognuno con un proprio mixer e amplificatore; i due segnali amplificati vengono poi convogliati a un combinatore ad alta potenza. Lo svantaggio principale di questo metodo è che, essendo di fatto composto da due trasmettitori ad alta potenza completi, presenta costi e consumi energetici elevati.

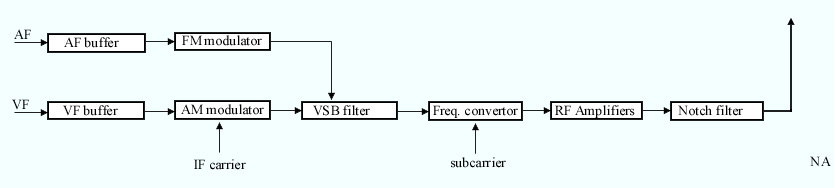
Schema della combinazione con metodo intercarrier

- Metodo intercarrier: i due stadi di ingresso audio (AF) e video (VF) modulano una portante a frequenza intermedia (IF) e il segnale modulato viene poi sommato all'uscita del modulatore video o del filtro VSB. I segnali presentano livelli bassi e non servono circuiti speciali, risultando così in un risparmio dato che il segnale viene miscelato a bassa potenza e si possono condividere gli stadi di amplificazione ad alta potenza finali. Un aspetto negativo di questo sistema è legato all'intermodulazione che genera segnali indesiderati legati alla differenza di frequenza tra le portanti audio e video; questi segnali spuri, che possono interferire con le bande televisive adiacenti a quelle del canale trasmesso, vengono soppressi in uscita tramite un filtro elimina banda.